# ضغيمة
ضُغَيْمَة (الاسم العلمي Cristatella mucedo)، حيوانات طحلبية وحيدة الجنس والنوع تعيش في المياه العذبة.
أثوالها متحركة.